# Акимов, Степан Дмитриевич
Степа́н Дми́триевич Аки́мов (11 января 1896 — 29 октября 1941) — советский военачальник, генерал-лейтенант (1940 год).

## Первая мировая и Гражданская войны
Родился в деревне Ханцевка ныне Псковской области. Сын крестьянина.
Служил в Русской императорской армии с августа 1915 года. Служил в Сибирском 41-м стрелковом полку, окончил его учебную команду. Участвовал в Первой мировой войне, вместе с полком воюя в 11-й Сибирской стрелковой дивизии. Дослужился до прапорщика. После Февральской революции избирался председателем ротного солдатского комитета и членом полкового комитета.
В Красной Армии с октября 1918 года. В 1919 году окончил 2-е Советские Петергофские командные пехотные курсы. В Гражданскую войну С. Д. Акимов с марта 1919 года служил на Петергофских командных пехотных курсах: командир взвода, с мая 1920 — помощник командира роты, с июля 1920 — командир роты, с августа 1920 — командир батальона, с сентября 1920 — командир бригады курсантов. За время войны курсы несколько раз были отправлены на фронт, в составе сводных отрядов курсантов Акимов воевал против войск генерала Н. Н. Юденича и А. И. Деникина. Был ранен. С октября 1920 года командовал ротой на 2-х Советских Петергофских командных пехотных курсах. С курсантами участвовал в подавлении Кронштадтского восстания в марте 1921 года.

## Межвоенный период
С июля 1921 года С. Д. Акимов проходил службу в должности начальника пулемётной команды 1-го стрелкового полка 2-й Петроградской отдельной бригады курсантов, с января 1922 года вновь командир роты 2-х Советских Петергофских командных пехотных курсов. С апреля 1922 года — начальник пулемётной команды 2-х Смоленских пехотных курсов и 2-го Петроградского полка особого назначения. С августа 1923 года — командир батальона 204-го Петроградского полка, с июля 1924 года — командир Усть-Ижорской караульной роты.
С мая 1926 года на протяжении 10 лет служил в 60-м стрелковом полку 20-й стрелковой дивизии: командир роты, командир батальона, начальник штаба полка. Во время службы в этой дивизии  1929 году окончил Стрелково-тактические курсы усовершенствования комсостава РККА «Выстрел» им. Коминтерна. С апреля 1934 года командовал 268-м стрелковым полком 90-й стрелковой дивизии Ленинградского военного округа.
В ноябре 1937 года назначен командиром 58-й стрелковой дивизии. В марте 1938 года назначен командиром 23-го стрелкового корпуса Белорусского военного округа. Корпус принимал участие в Советско-финляндской войне с января по март 1940 года, он воевал в составе 13-й армии, отличился при форсировании реки Вуокса в районе пролива Хопеасалми. В апреле 1940 года корпус передислоцирован в Закавказский военный округ. С декабря 1940 года — помощник командующего войсками Прибалтийского Особого военного округа по военно-учебным заведениям.

## На фронтах Великой Отечественной войны
В первый день Великой Отечественной войны С. Д. Акимов назначен на должность помощника командующего Северо-Западного фронта, участвовал в Прибалтийской стратегической оборонительной операции. По приказу командующего войсками фронта Ф. И. Кузнецова создал сводную оперативную группу из разрозненных частей и подразделений в районе города Даугавпилс с целью обороны города и недопущения форсирования противником реки Даугава. 26 июня 8-я танковая дивизия 4-й танковой группы противника с ходу форсировала реку Даугава и ворвалась в город. Сводной группе С. Д. Акимова в условиях явного превосходства противника в силах и средствах, особенно в артиллерии и авиации, отстоять город не удалось. Проведённая контратака совместно с подошедшими частями 5-го воздушно-десантного корпуса успеха не принесла. Впрочем, командование армии оценило действия сводной группы генерала Акимова по задержанию немецкого наступления высоко. Генерал Акимов был представлен к награждению орденом Красного Знамени, вскоре это награждение состоялось.
Во время Ленинградской стратегической оборонительной операции с 31 июля 1941 года С. Д. Акимов командовал Новгородской армейской оперативной группой, а уже 4 августа 1941 года назначен командующим 48-й армией, сформированной на Северо-Западном фронте на базе этой группы. Не закончив формирования, армия 7 августа начала оборонительные бои на рубеже Большой Волок, река Мшага, Шимск. Только на 4-й день врагу удалось прорвать оборону армии в районе Шимска и 15 августа захватить западную часть Новгорода. В дальнейшем армия под командованием С. Д. Акимова в составе Северного (с 19 августа) и Ленинградского (с 27 августа) фронтов вела упорные оборонительные бои с группировкой противника, наступавшей в направлении Чудово, Колпино, и под ударами её превосходящих сил в начале сентября вынуждена была отойти в район Шлиссельбурга. Генерал-лейтенант А. И. Черепанов в своей книге «Поле ратное моё» вскользь упоминает, что Главком Северо-Западного направления К. Е. Ворошилов в августе 1941 года хотел снять С. Д. Акимова с должности как не справляющегося и, якобы, по просьбе Черепанова не стал этого делать.
Впрочем, 31 августа 1941 года Акимов был освобождён от должности командующего армией, а 14 сентября 1941 года полевое управление 48-й армии было расформировано, войска переданы на доукомплектование 54-й армии. Сам же генерал С. Д. Акимов был направлен на учёбу в особую группу Академии Генерального штаба им. К. Е. Ворошилова.
В начале октября обучение было прервано. 10 октября назначен командующим 43-й армией. На генерала Акимова была возложена сложнейшая задача: необходимо было не только провести огромную работу по сбору, приведению в порядок и сколачиванию остатков соединений и частей 43-й армии, но и в кратчайший срок закрыть одновременно три направления: Боровское, Малоярославецкое и Детчинское. Огромную личную роль сыграл в сохранении и переформировании 113-й стрелковой дивизии, вышедшей из Вяземского котла. После прибытия нового командующего 43-й армии генерал-майора К. Д. Голубева, с 18 октября руководил левым крылом объединения (южной группировкой войск 43-й армии). 23 октября 1941 года был тяжело ранен осколком мины в районе деревни Корсаково.

## Гибель
Погиб 29 октября 1941 года в районе села Голодяевка Пензенской области при катастрофе самолёта, пилотируемого Н. Б. Фегервари, эвакуировавшего из Москвы в Куйбышев самого раненного генерала Акимова и сотрудников Народного комиссариата авиационной промышленности. Тела всех погибших были перевезены в посёлок Белое Озеро и захоронены в братской могиле на поселковом кладбище.

## Воинские звания
- полковник (22.12.1935)
- комбриг (20.03.1938)[9]
- комдив (4.11.1939)[10].
- комкор (1.04.1940)
- генерал-лейтенант (4.06.1940)

## Награды
- Орден Ленина (7.04.1940)
- Два ордена Красного Знамени (22.02.1938, 25.07.1941)
- Орден Красной Звезды (16.08.1936)
- Медаль «XX лет Рабоче-Крестьянской Красной Армии» (22.02.1938)